# Канадсько-французькі відносини
Канадсько-французькі відносини були відзначені високим рівнем військово-економічного співробітництва, а також періодами дипломатичного розбрату, насамперед щодо статусу Квебеку.
Відповідно до опитування світової служби BBC 2014 року, 64% канадців сприймають вплив Франції позитивно, 20% - висловлюють негативну точку зору, тоді як 87% французів сприймають канадський вплив позитивно, 6% - висловлюють негативну думку. 

## Історія

### Європейська колонізація

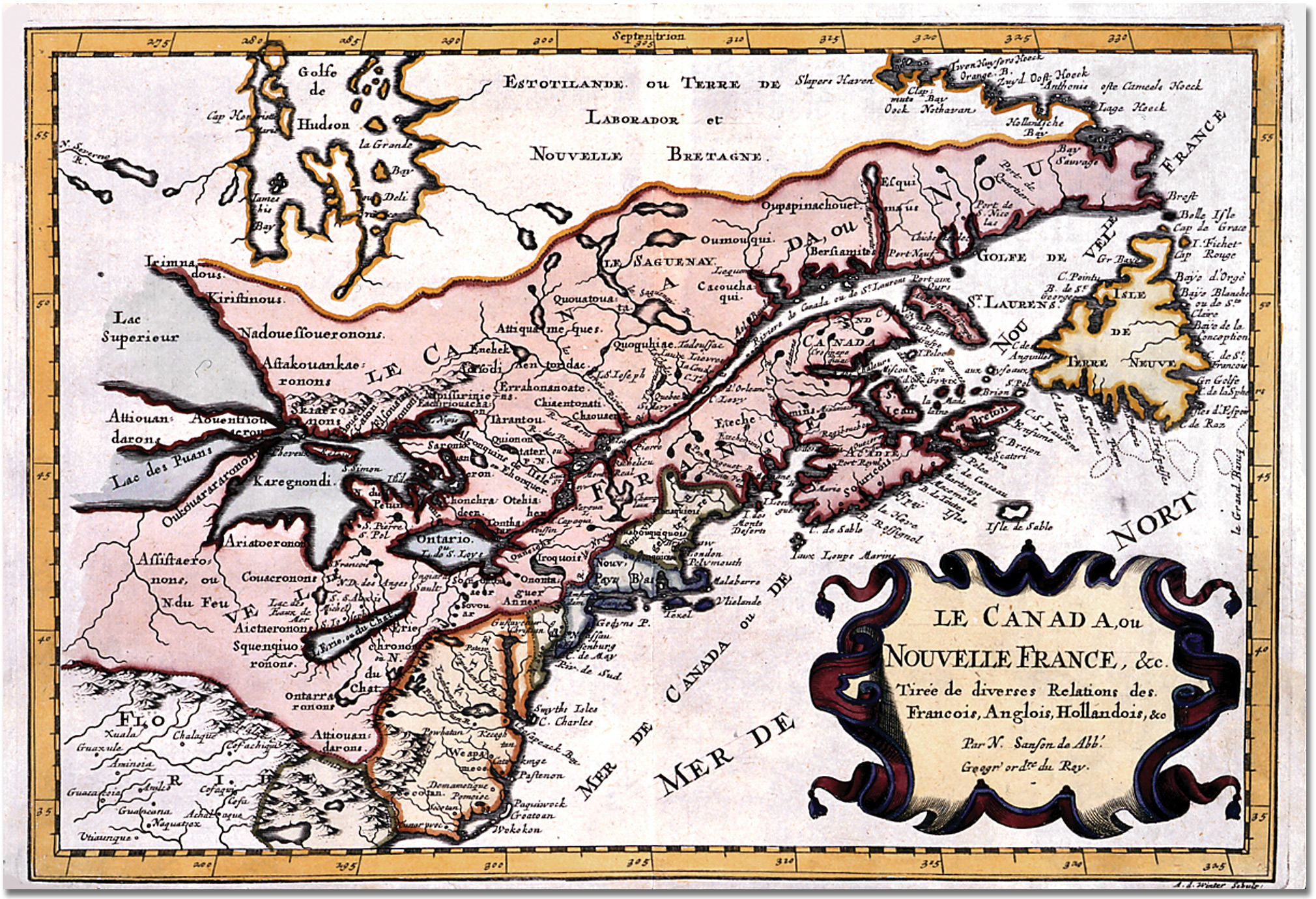
Карта із зображенням Нової Франції в сучасній Канаді; 1660

У 1720 англійці контролювали Ньюфаундленд, Нову Шотландію, Північну та більшу частину Західної Канади, але в іншому випадку майже всю Східну Канаду, від берега Лабрадору та на узбережжі Атлантичного океану до Великих озер і за її межами, перебували під владою Франції. Хоча поступове завоювання Новою Францією англійцями, що завершилося перемогою Вулфа на рівнинах Авраама в 1759, позбавило Францію її північноамериканської імперії, "французи Канади" - Квебеко або мешканці, акадці, метіси та інші - залишилися 
Після завоювання Британії французька імміграція до Канади тривала в невеликих масштабах до початку воєн між Францією та Британією 1792–1815. За цей час французькі книги широко розповсюджувались, і Французька революція змусила багатьох консервативних біженців шукати притулку в Канаді. Англофонне населення Канади також швидко зросло після американської революції. Думка франкофонів серед сільських жителів щодо Франції виявилася негативною після 1793 р. Як англійські піддані, жителі на чолі зі своїм консервативним священиком та землевласниками відкидали революцію беззаконня, самогубства та антикатолицьких переслідувань. Жителі підтримували Британію у війні 1812 р. Проти США. Багато канадців також розмовляють французькою мовою з поселення в Канаді в 1534 році 

### Домініон Канади
На початку історії Канади закордонні справи знаходилися під контролем уряду Великої Британії. Канада протистояла цим юридичним бар'єрам для подальшого розвитку своїх інтересів. Олександр Гальт, неофіційний представник Канади в Лондоні, у 1878 р. Спробував укласти комерційний договір з Францією. Він не вдався, оскільки тарифне преференція для Франції порушило британську політику. Міністерство закордонних справ у Лондоні не підтримувало суверенну дипломатію з боку Канади, а Франція переходила до нових мит щодо зовнішньої судноплавства та її розміщення та загальної політики захисту. Зусилля Гальта створили основу для успішного договору 1893 р., Укладеного Верховним комісаром Канади в Лондоні сером Чарльзом Тюппером (1821-1915). Однак цей договір був підписаний англійським послом у Франції. 
Протягом 1-х років провінція Квебек направила свого представника до Парижа Гектора Фабре. Федеральний уряд відповів, попросивши його стати генеральним агентом Канади у Франції. Він та його наступник Філіпп Рой неофіційно представляли обидва рівні влади до 1912 року, коли уряд Торі попросив Роя піти у відставку з посади Квебеку через побоювання можливого конфлікту інтересів. 

### Світові війни
Перестановка великих держав змусила союзників Канади (як члена Британської імперії) та Франції як раз в часі двох світових воєн, які пануватимуть у першій половині 20 століття. 
Канадські експедиційні сили велику частину Першої світової війни провели на французькій землі, допомагаючи Франції відбити німецьке вторгнення; і це було у Франції, на Вімі-Ріджі, де відбулася одна з найвідоміших битв в історії Канади. 
У грудні 1917 р. Випадковий вибух французького вантажного транспорту Мон Блан, що переніс п’ять мільйонів фунтів вибухових речовин, спустошив Галіфакс, Нова Шотландія, загинув 2000 та поранив 9000. Французький уряд був затверджений SS Mont-Blanc для перевезення боєприпасів до Європи; Францію не звинувачували, а звинувачення проти свого капітана зняли. 

### Друга світова війна

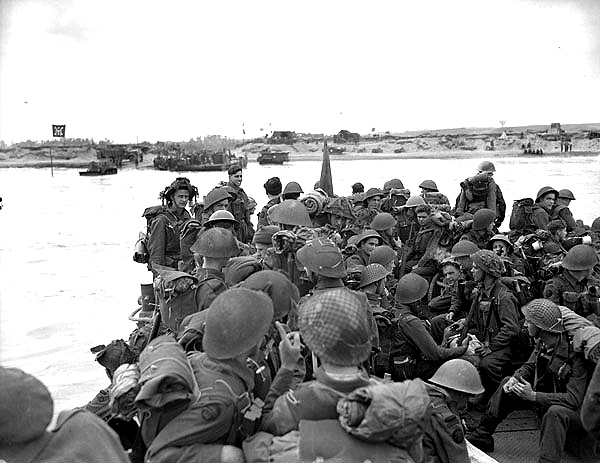
Десант Королівського флоту Канади в Нормандії; Червень 1944 року.

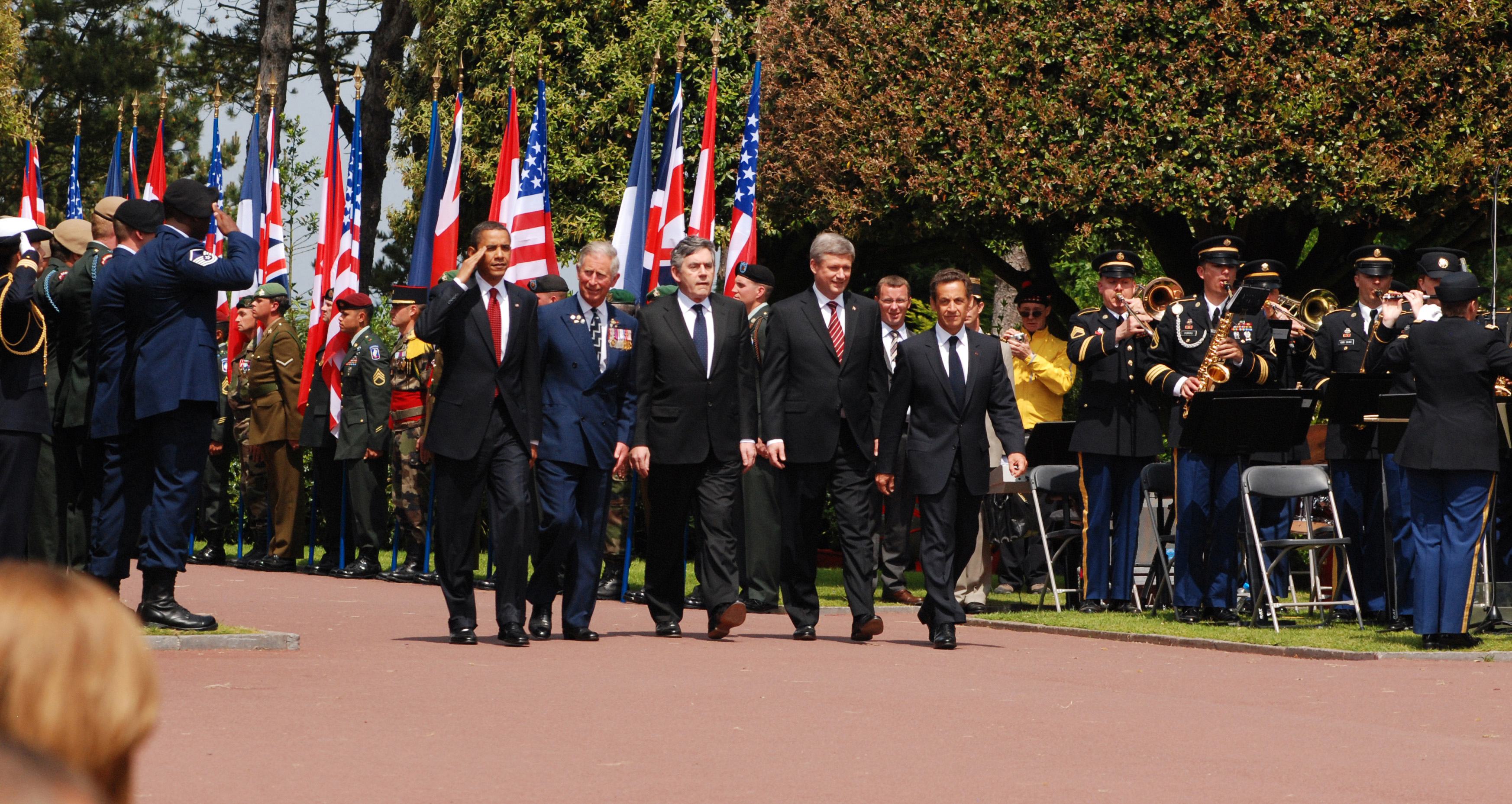
Президент Обама, принц Чарльз, прем'єр-міністр Гордон Браун, прем'єр-міністр Стівен Харпер та президент Саркозі під час відзначення 65-ї річниці висадки в День Нормандії

У Другій світовій війні Канада та Франція спочатку були союзниками проти нацистської Німеччини та фашистської Італії. Після падіння Франції в 1940 р. Більшість урядів Заходу розірвало відносини з режимом Віші, однак Канада продовжувала відносини з Віші до 1942 року. 
Канада планувала військове вторгнення на острови Сен-П'єр і Мікелон. Підконтрольний Віші Франції до кінця 1941 року, саме визволення Вільними французами при адміралі Мусельє поклало край будь-яким проектам вторгнення з боку Канади. 

### Суецька криза
Під час Суецької кризи уряд Канади переймався тим, що може бути зростаючим розривом між західними союзними націями. Лестер Б. Пірсон, який згодом стане прем'єр-міністром Канади, поїхав до Організації Об'єднаних Націй і запропонував створити в Суеці надзвичайні сили ООН (ЮНЕФ), щоб "тримати кордони в спокої під час політичного врегулювання. " І Франція, і Британія відкинули цю ідею, тому Канада звернулася до Сполучених Штатів. Після декількох днів напруженої дипломатії Організація Об'єднаних Націй прийняла пропозицію, і нейтральна сила, що не залучає основних союзів (НАТО та Варшавський договір - хоча канадські війська брали участь з моменту, коли Канада очолювала ідею нейтральної сили) була надіслана за згодою Насер, стабілізуючи умови в районі. Суецька криза також сприяла прийняттю нового канадського національного прапора без згадки про минуле цієї країни як колонії Франції та Британії. На візит Де Голля у франкомовний Квебек у 1967 р.сильно вплинула затягнута напруженість десятиліттям раніше. 

### 1967: де Голль розпалив бурю суперечок
У липні 1967 року, перебуваючи з офіційним візитом до Канади, президент де Голль розпалив бурю суперечок, коли він вигукнув перед натовпом у 100000 в Монреалі "Vive le Québec Libre!" (Хай живе вільний Квебек!). Починаючи так, як це було в столітній рік Канадської конфедерації, і на тлі тихої революції Квебеку, така провокаційна заява з боку широко шанованого державного діяча і визволителя Франції мала широкий вплив не лише на франко-канадські відносини але про відносини між Квебеком і рештою Канади. 
Де Голль, прихильник національного суверенітету, кілька разів пропонував те, що він назвав "австро-угорським рішенням" для Канади (на основі двомонархічного союзу, поділеного між Австрією та Угорщиною з 1867 по 1918 рр.), Який виявився схожим на Пізніше модель "асоціації суверенітету", яку підтримує Рене Левеск. 
Втручання Франції в канадські міжурядові відносини в основному залишалося в царині дипломатичної риторики. Дійсно, як Квебек, при реформістському ліберальному уряді Жана Лесажа, відвертався від більш ізоляціоністського минулого і намагався знайти собі нове місце в рамках канадської федерації та більш широкого франкофонного світу, бажаючий та захоплений де Голль прагнув надають допомогу новоспеченим націоналістичним амбіціям Квебеку. 

#### Основна угода
Першим кроком до Квебеку, що розвиває "міжнародну особистість", відмінну від Канади, яку багато хто вважає кроком до повної незалежності, Квебек став розвивати відносини з іншими "націями", незалежними від Канади. Ці зусилля почалися серйозно після повернення де Голля до влади, коли Франція та Квебек почали регулярно обмінюватися міністрами та урядовими чиновниками. Наприклад, Прем'єр-Лесаж відвідував де Голля три рази між 1961 і 1965 роками. 
Заява Лесажа до Національної асамблеї Квебеку про те, що французька канадська ідентичність, культура та мова опинилися під загрозою "культурного вторгнення в США", яке погрожувало зробити Канаду "культурним супутником США", що відображає саме турботу голістів щодо Франції культурне виживання в особі англійського натиску. У цьому світлі Франція та Квебек розпочали переговори щодо угод про обмін у галузі освіти, культури, технічного співробітництва та обміну молоддю на початку 1960-х. Федеральний уряд Лестера Б. Пірсона, який щойно призначив Королівську комісію з білінгвізму та бікультуризму і вживав інших кроків для забезпечення місця французів у межах Канади, не буде виступати за провінцію, яка узурпує федеральну владу (зовнішня політика), і так у 1965 р. було підписано Генеральну угоду з Францією, яка дозволила провінціям співпрацювати безпосередньо з Францією, але лише в областях виключної провінційної юрисдикції (таких як освіта). 

#### "Квебекська мафія"
Значний контингент прихильників суверенітету Квебеку у французькому уряді та на верхніх рівнях французької іноземної та цивільної служб (в першу чергу, але не виключно голістів), який став відомим як "мафія Квебеку" в рамках канадської зовнішньої служби та преса, повною мірою скористалися Генеральною угодою 1965 р. для подальшого бачення Канади. Хоча таких випадків було багато, два особливо відомі: 

##### Прямі відносини з Квебеком

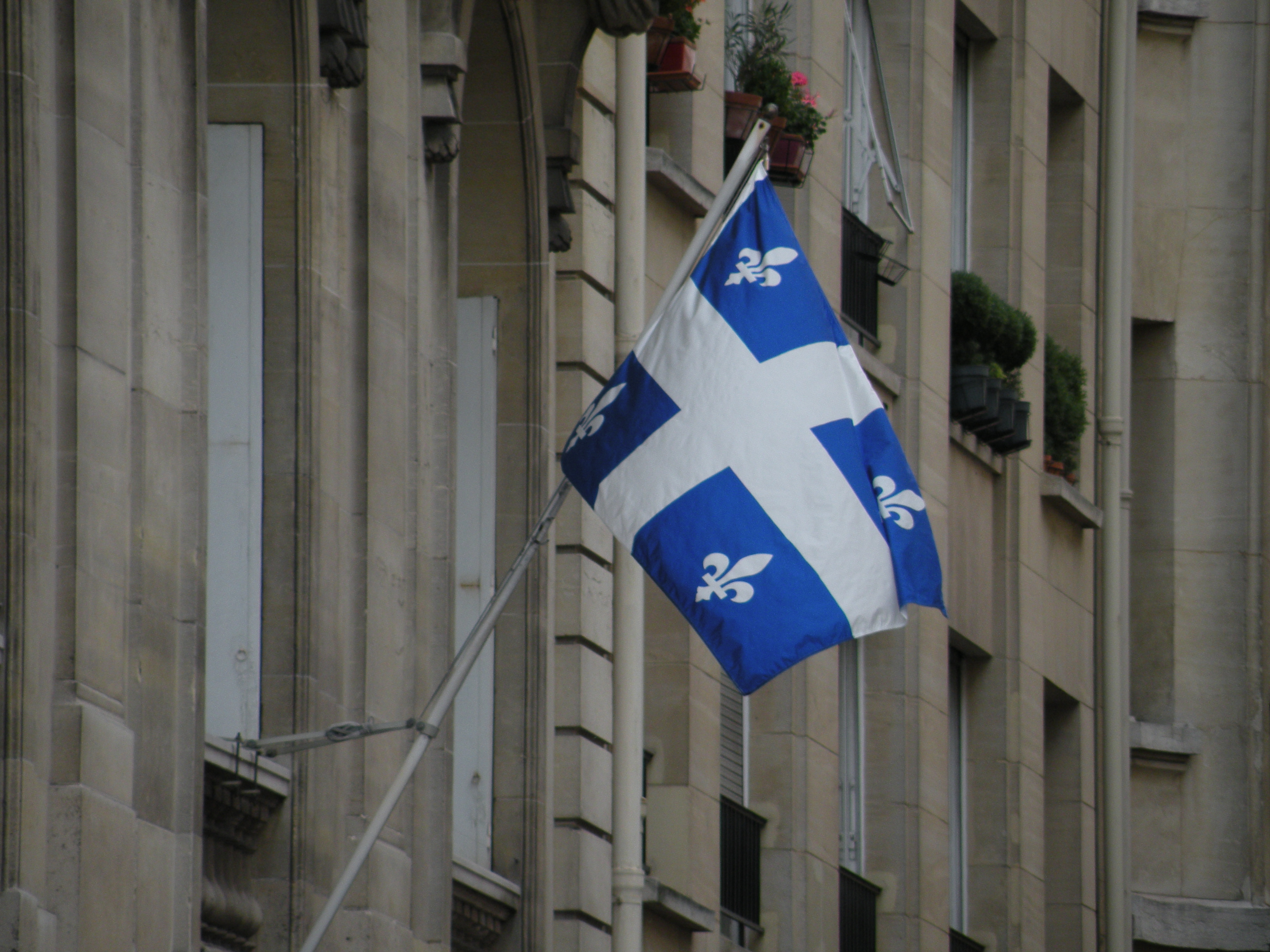
Управління Квебека в Парижі

Незабаром після звернення де Голля в Монреалі 1967 р. Французьке генеральне консульство в Квебеку, яке вже багато хто розглядає як фактичне посольство, було збільшено, а офіс Генерального консула в Квебеку за наказом де Голля замінено на посаду Генерального консула до уряд Квебеку. У той же час потік чиновників до міста Квебек ще більше збільшився, і прийнято практикувати високі чиновники відвідувати Квебек, не їздячи до Оттави взагалі - незважаючи на неодноразові скарги Оттави на порушення дипломатичного протоколу. 
Багато з цих французьких чиновників, зокрема, держсекретар Франції з питань закордонних справ Жан де Ліпковський, сильно розгнівали та збентежили канадський уряд, підтримуючи незалежність Квебеку, перебуваючи в Канаді, надавав голосну підтримку. ЗМІ говорили про "мафію Квебека" в Парижі. 
Уряд Квебеку також підтримує Тимчасовий урядовий офіс у Парижі. 

##### La Francophonie
Одне питання, що викликало напругу між Францією та Канадою, почалося незабаром після створення Ла Франкофонії, міжнародної організації повністю і частково франкомовних країн, що моделювалася дещо за Співдружністю Націй. У той час як Канада принципово погоджувалася на створення організації, вона була побоювана позицією Франції, що Квебек повинен не тільки брати участь як рівноправний, незалежний член, але й федеральний уряд та (упущення) інших провінцій зі значними французькими меншинами не можуть. Багато французів-канадців за межами Квебеку це сприймали як зраду. Деякі канадці це також сприймали як Францію, яка підтримує рух за суверенітет Квебеку. Деякі з них нагадують, що Франкофонія була створена для сприяння міжнародному визнанню Квебеку, але насправді Франкофонія була створена для сприяння міжнародному співробітництву між усіма франкомовними країнами, включаючи багато нових незалежних колишніх французьких колоній в Африці. 
Перший залп у справі про франкофонію був розпочатий взимку 1968 року, коли Габон під тиском Франції запросив Квебек - а не Канаду чи інші провінції - взяти участь у лютневій конференції франкофонної освіти у Лібревілі. Незважаючи на протести федерального уряду, делегація Квебеку взяла участь і отримала повну державну відзнаку. В якості помсти прем'єр-міністр Пірсон зробив надзвичайний крок офіційного розірвання відносин з Габоном. П'єр Трюдо, тодішній міністр юстиції, звинуватив Францію в "використанні країн, які останнім часом стали незалежними для власних цілей", і погрожував розірвати дипломатичні відносини з Францією. 
Наступна така освітня конференція, що відбулася в 1969 році в Конго (Кіншаса), закінчиться відносною перемогою для уряду Канади. Конго (Кіншаса), що був колишньою колонією Бельгії, не був таким сприйнятливим до французького тиску, як Габон. Спочатку він надіслав запрошення лише до федерального уряду, який із задоволенням зв’язався із зацікавленими провінціями (Квебек, Нью-Брансвік, Онтаріо та Манітоба) про організацію єдиної делегації. Квебек, обурений відсутністю запрошення, поскаржився на французів, які потім тиснули на Заїр, який потім опублікував друге запізніле запрошення в Квебек - пропонуючи як виправдання відвідування Квебеку на Габонській конференції. Незважаючи на пропозицію в останню хвилину, Канада та провінції вже досягли домовленості, згідно з якою провінції братимуть участь в якості делегацій головної канадської делегації. 
Останні раунди у спробі включити Канаду (а не Квебек окремо) у Ла-Франкофонія відбудуться в місяці, що передували організаціям засновницької конференції в Нігері в 1969 році. Саме ця конференція встановила б прецедент, який буде дотримуватися цього день, і тому ні Франція, Квебек, ні Канада не були готові повертатися додому програв. Зі свого боку, Франція вимагала, щоб Квебеку - і тільки Квебеку - було запрошено запрошення. Нігер під впливом незначної частини обіцянки чотирьох років "спеціальної" освітньої допомоги, грантом у 20 000 тонн пшениці та геологічного обстеження Нігера, запропонованого канадським спецпредставником Полом Мартіном старшим місяцем раніше - видав Канаду єдине запрошення і попросив федеральний уряд привезти з собою представників зацікавлених провінцій. Однак запрошення залишило відкритою перспективу видачі Квебеку окремого запрошення, якщо федеральний уряд та провінції не зможуть дійти згоди. 
На відміну від збитків французів та незалежних членів уряду Квебеку, Оттава та провінції домовилися, подібного до домовленостей, що застосовуються в Заїрі, - із федеральним представником, який очолює єдину делегацію, що складається з делегатів від зацікавлених провінцій. За такої домовленості франкофонія перетворилася б на головний інструмент зовнішньої допомоги Канади нарівні з Річчю Посполитою, хоча явно менш важливою політично. 

#### Нормалізовані відносини
Відставка Де Голля в 1969 році, а ще важливіше, що вибори лібералів 1970 року в Квебеку під Робертом Бурассою дали поштовх обом сторонам до нормалізації відносин між Францією та Канадою. Хоча ультра-голлісти та інші члени «мафії Квебеку» продовжують час від часу завдавати головних болів Канаді - як-от ініціатива членів «Мафії» 1997 року, щоб Французьке поштове відділення видало марку, відзначаючи візит де Голля 1967 року в Монреаль - стосунки ніколи більше не досягатимуть нічого близького до ворожості кінця 1960-х. 
Голлістська політика "дуалізму" щодо Канади, яка закликала до чітких і відокремлених відносин між Францією та Канадою, Францією та Квебеком, була замінена цілеспрямовано неоднозначною політикою "ні-ні", яка виступає за "ні", ні індиферентність (не втручання, але байдужості немає). Хоча уряд Франції продовжує підтримувати культурні та дипломатичні зв'язки з Квебеком, як правило, обережно ставиться до федерального уряду Канади з великою повагою. 
У 2012 році президент Франції Франсуа Олланд пояснив цю політику ні-ні "нейтралітетом Франції, гарантуючи, що Франція буде супроводжувати Квебек у його долях". 

### Суперечка про межі Сен-П'єра та Мікелона
Морська межа між крихітними французькими островами Сен-П'єр та Мікелон (біля узбережжя Ньюфаундленду) та Канадою вже давно є химерною суперечкою між двома країнами. Коли кожна країна розширила свою заявлену територіальну межу у другій половині ХХ століття, спочатку до 12 морських миль (22 км), потім до 200 морських миль (370 км), ці вимоги почали перетинатися і потрібно було встановити морський кордон . 
У той час як країни погодилися на мораторій на підводне буріння в 1967 році, посилення спекуляцій щодо існування великих родовищ нафти в поєднанні з необхідністю диверсифікувати економіку після краху регіонального рибного господарства викликало новий раунд переговорів. 
У 1989 році Канада та Франція поставили граничне питання до міжнародного арбітражного суду. У 1992 році суд присудив Франції ексклюзивну економічну зону, що оточує острови, на 24 милі (44 км), а також широкий коридор до міжнародних вод протяжністю 200 нм (37,4 км), площею - 3 607 кв. нмі (12 370 км²). Це суттєво не відповідало вимогам Франції, і в результаті зменшення квот на рибу створило велику неприємність серед рибалок на островах до моменту досягнення угоди про спільне управління. 
Колишній агент CSE, Фред Сток, виявив у громадянині Оттави (22 травня 1999 р.), Що Канада використовувала систему спостереження, відому як ECHELON, щоб шпигувати за французьким урядом за прикордонною проблемою. 
Застосування UNCLOS та статті 76 (Морський закон) розширять виключну економічну зону держав, використовуючи складні розрахунки. Франція, ймовірно, вимагає ділянки континентальної шельфи на південь від коридору, наданого рішенням 1992 року, і між Францією та Канадою може виникнути новий спір. [потрібна цитата]     

### Саркозі, Харпер, Шарест і торгова політика

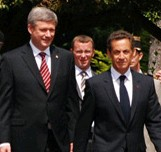
Харпер і Саркозі

У 2007 та 2008 рр. Президент Франції Ніколя Саркозі, прем'єр-міністр Канади Стівен Харпер та прем'єр-міністр Квебеку Жан Шарест висловилися за угоду про вільну торгівлю між Канадою та ЄС. У жовтні 2008 року Саркозі став першим президентом Франції, який звернувся до Національної Асамблеї Квебеку. У своїй промові він висловився проти квебецького сепаратизму, але визнав Квебек нацією в Канаді. Він сказав, що до Франції Канада була другом, а Квебек - родиною. 

## Торгівля
Торгівля між двома країнами порівняно скромна в порівнянні з торгівлею з їхніми безпосередніми континентальними сусідами, але все ще значна. Франція була в 2010 році 11-м найбільшим місцем експорту Канади та четвертим за величиною в Європі. 
Крім того, Канада та Франція є важливими один для одного як точки входу до відповідних континентальних вільних ринків (Північноамериканська угода про вільну торгівлю (НАФТА) та Європейський Союз). Більше того, повітряний маршрут Монреаль - Париж - один з найбільш пролітаючих маршрутів між Європою та неєвропейським пунктом призначення. 
У той час як Канада та Франція часто опиняються на протилежних сторонах таких торгових суперечок, як вільна торгівля сільськогосподарською продукцією та продаж генетично модифікованих продуктів харчування, вони тісно співпрацюють з таких питань, як ізоляція культурних галузей від угод про вільну торгівлю (те, що обидві країни є рішуче на користь). 
У 2006 р. Франція була сьомим місцем призначення канадського експорту (0,7%), дев'ятим місцем є джерело імпорту до Канади (1,3%). 

## Інші зв’язки

### Академічний та інтелектуальний
Франція є п'ятою за величиною країною-джерелом для іноземних студентів до Канади (1-я серед країн-джерел Європи). Згідно з даними 2003–2004 рр. ЮНЕСКО, Франція є також четвертим найпопулярнішим пунктом призначення для канадських студентів після закінчення середніх навчальних закладів та найпопулярнішим не-англомовним напрямком. Для французьких студентів середніх класів Канада є їх п’ятим найпопулярнішим напрямком; вона займає 2 місце за неєвропейськими напрямками. 
Хаглунд і Массі (2010) стверджують, що французька канадська інтелігенція після 1800 р. Розробила тему, що Квебек був покинутий і ігнорований Францією. Однак до 1970-х років було проведено перегляд на основі потреби Квебеку у французькій підтримці. Асоціація Франсуаза д'Еттуса Канадська була створена в 1976 році для сприяння міжнародному науковому спілкуванню, особливо серед географів, таких як П'єр Джордж, перший президент 1976–86. 
- Канада має посольство в Парижі. Квебек також підтримує парадипломний урядовий офіс під назвою Délégation générale du Québec à Paris. У Франції є посольство в Оттаві та генеральні консульства в Монктоні, Монреалі, Квебеку, Торонто та Ванкувері.

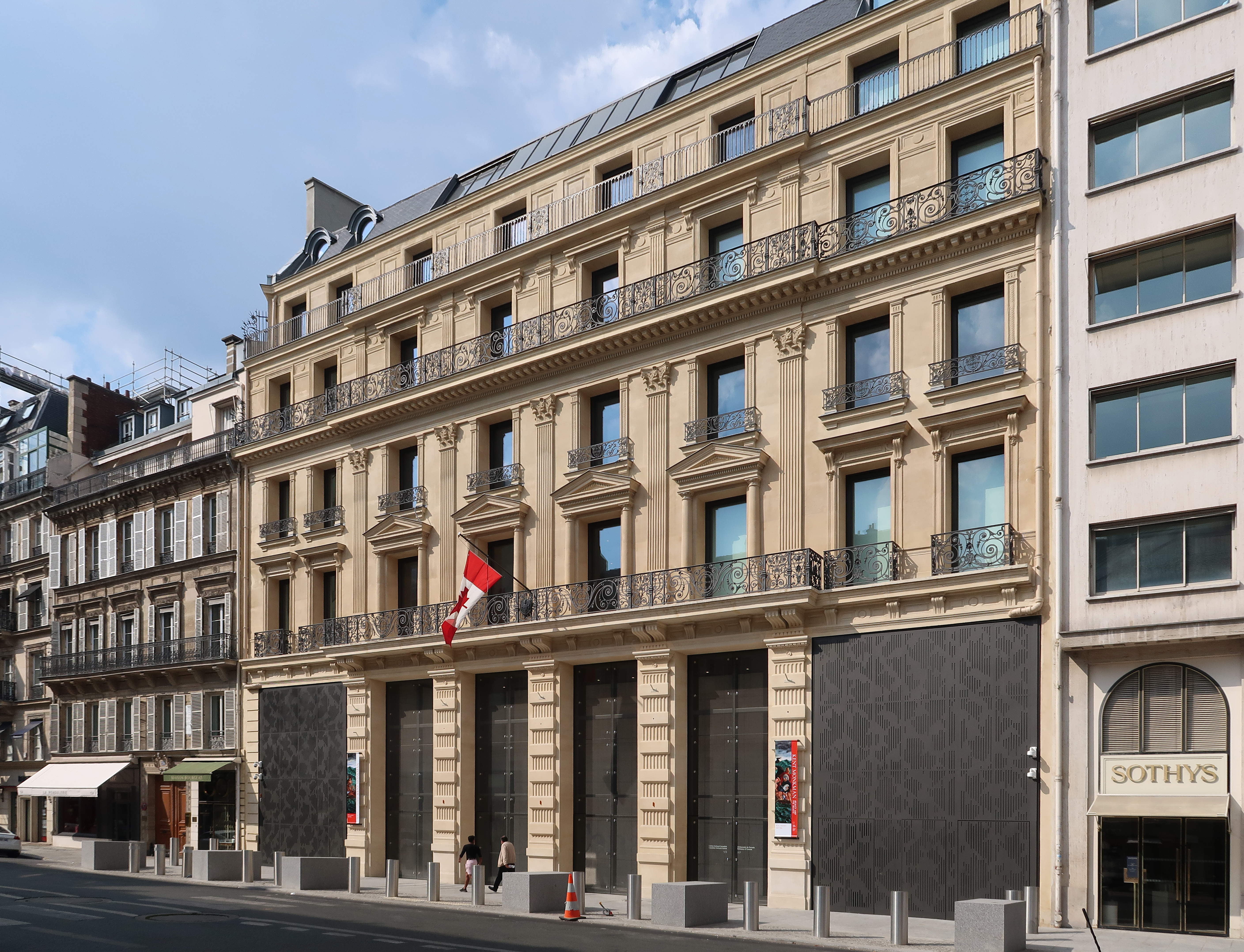
Посольство Канади в Парижі
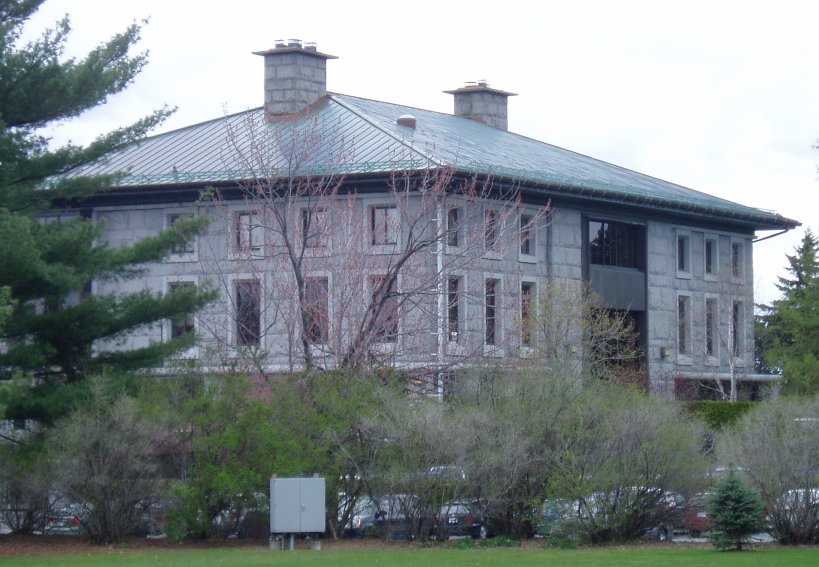
Посольство Франції в Оттаві
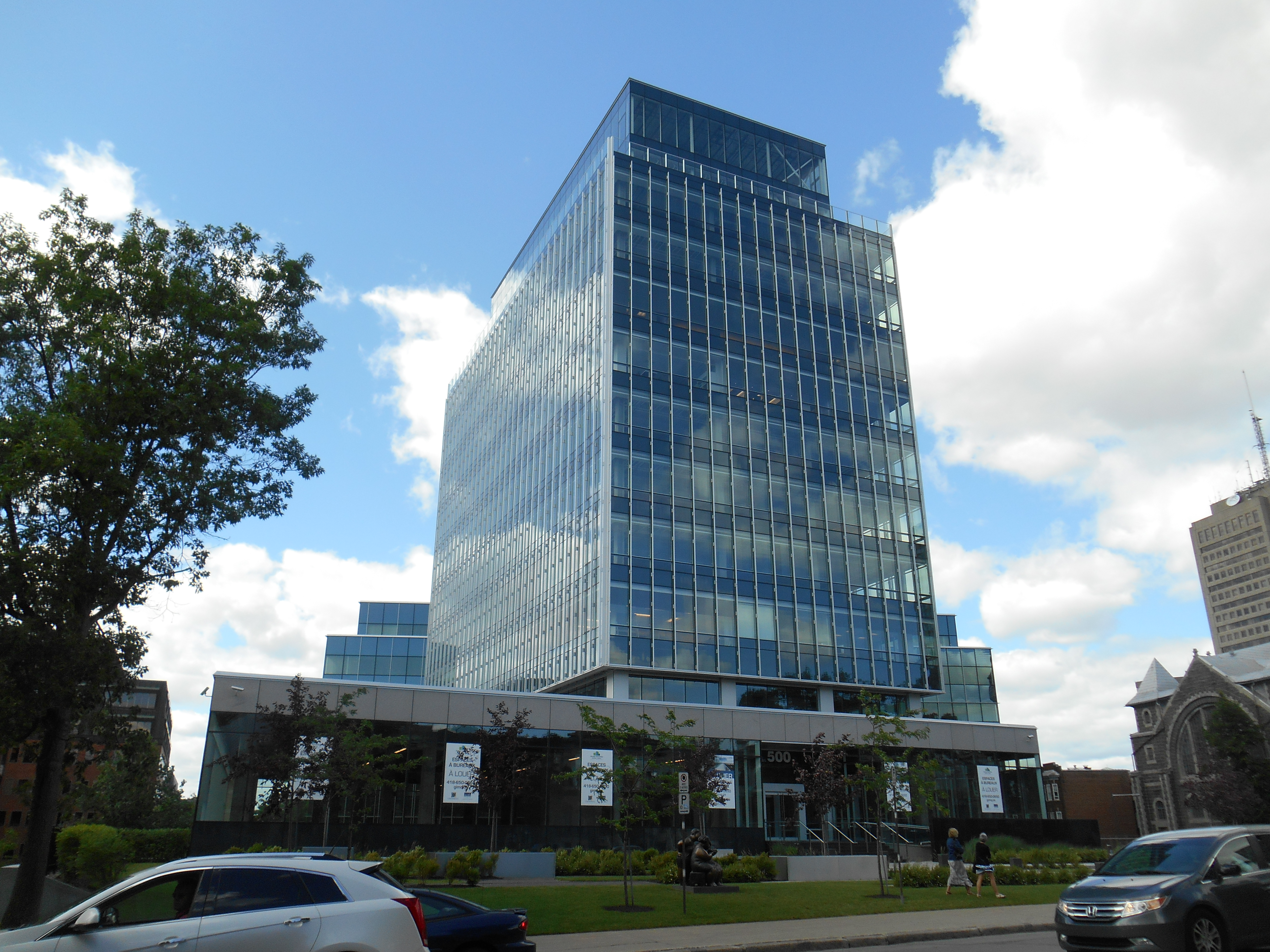
Будівля, що приймає генеральне консульство Франції у місті Квебек

## Дивись також
- Відносини Франція та Америка
- Комплексна економічна та торговельна угода
- Французька канадська
- Список послів Канади у Франції

- Бошер, Джон Френсіс. Напад голіста на Канаду 1967-1997 років . Монреаль   : McGill-Queen's University Press, 1999. ISBN 0-7735-1808-8    .
- Хаглунд, Девід Г. та Джастін Мессі. "L'Abandon de l'abandon: поява трансатлантичної" франкосфери "в Квебеку та стратегічній культурі Канади" Квебекські дослідження (весна / літо 2010), випуск 49, с. 59–85
- Маршалл, Білл, ред. Франція та Америка: культура, політика та історія (3 т. 2005)

- Бастієн, Фредерік. Особливості відносин   : la France face au Québec après de Gaulle . Монреаль   : Boréal, 1999. ISBN 2-89052-976-2
- Галарно, Клод. La France devant l'opinion canadienne, 1760-1815 рр. (Квебек: Преси de l' U Universalité Laval, 1970)
- Джоял, Серж та Пол-Андре Лінто, ред. Франція-Канада-Квебек. 400 та де-відносини (2008)
- Пішетт, Роберт. Napoléon III, l'Acadie et le Canada français . Moncton NB   : Editions d'Acadie, 1998. ISBN 2-7600-0361-2
- Савард, П’єр. Entre France rêvée et France vécue. Дуз з повагою стосується франко-канадських aux XIXe et XXe siècles (2009 р.)
- Томсон, Дейл К. Де Голль та ле Квебек . Сен-Лоран QC: Edditions du Trécarré, 1990. ISBN 2-89249-315-3